# Handball-Regionalliga Süd
Die Handball-Regionalliga Süd war von 1969/70 bis 1980/81 die zweithöchste und ab 1981/82 bis zu ihrer Auflösung nach der Saison 2009/10 die dritthöchste Spielklasse im deutschen Handball-Ligensystem.

## Geschichte
Die Handball-Regionalliga Süd war eine der fünf Regionalligen, die von 1970 bis 1981 einen Aufsteiger zur 1. Bundesliga und von 1982 bis 2010 einen Aufsteiger in die 2. Handball-Bundesliga ermittelte. Die Liga wurde vom Süddeutschen Handballverband (SHV) organisiert und setzte sich aus den Landesverbänden Baden, Südbaden, Bayern, Sachsen und Württemberg zusammen.
Zur Saison 2010/11 wurde eine 3. Liga (Handball) eingeführt, welche die Handball-Regionalliga mit ihren fünf Staffeln ersetzte.
Vor Einführung der Regionalliga Süd wurden die „Süddeutschen Meister“ über Endrundenturniere ausgespielt.

## Oberligen und Landesverbände
| Landesverbände - Bayerischer Handball-Verband - Handball-Verband Sachsen - Handballverband Württemberg - Handballverband Baden - Handballverband Südbaden - Süddeutscher Handballverband | Oberligen - Handball-Bayernliga - Handball-Oberliga Sachsen - Oberliga Baden-Württemberg (ab 2000) - Badenliga (bis 2000) - Südbadenliga (bis 2000) - Württembergliga (bis 2000) |

## Meister

### Regionalliga Süd als zweithöchste Spielklasse

Landkarte Handball-Regionalliga. Das blaue Feld umfasste den Bereich der Regionalliga Süd und gehörte zum Süddeutschen Handballverband

| Saison  | Süddeutscher Meister | Süddeutscher Vizemeister | Aufstiegsinfo zur Handball-Bundesliga             |
| ------- | -------------------- | ------------------------ | ------------------------------------------------- |
| 1969/70 | TSV Milbertshofen    | VfL Oßweil               | Milbertshofen steigt auf (nach Aufstiegsspielen)  |
| 1970/71 | TSV Birkenau         | TS Esslingen             | Birkenau steigt nicht auf (nach Aufstiegsspielen) |
| 1971/72 | TSG Oßweil           | TS Esslingen 1890        | Oßweil steigt nicht auf (nach Aufstiegsspielen)   |
| 1972/73 | TV 1893 Neuhausen    | TSV Birkenau             | Neuhausen steigt auf (Direktaufsteiger)           |
| 1973/74 | TuS Hofweier         | TSV Allach 09            | Hofweier steigt auf (Direktaufsteiger)            |
| 1974/75 | TV 1893 Neuhausen    | TSG Oßweil               | Neuhausen steigt auf (Direktaufsteiger)           |
| 1975/76 | TSG Oßweil           | TuS Schutterwald         | Oßweil steigt auf (Direktaufsteiger)              |
| 1976/77 | TV 1893 Neuhausen    | TSV 1895 Oftersheim      | Neuhausen steigt auf (nach Aufstiegsspielen)      |
| 1977/78 | TSV 1896 Rintheim    | SG Leutershausen         | Rintheim steigt auf (Direktaufsteiger)            |
| 1978/79 | TSV Birkenau         | VfL Günzburg             | Birkenau steigt auf (Direktaufsteiger)            |
| 1979/80 | VfL Günzburg         | TSV 1896 Rintheim        | Günzburg steigt auf (nach Aufstiegsspielen)       |
| 1980/81 | TuSpo Nürnberg       | MTSV Schwabing           | Nürnberg steigt auf (nach Aufstiegsspielen)       |

### Regionalliga Süd als dritthöchste Spielklasse
- Meister von 1982 bis 2010 sind alle in die 2. Bundesliga aufgestiegen.

| Saison  | Meister                | Vizemeister          | Saison    | Meister                    | Vizemeister        |
| ------- | ---------------------- | -------------------- | --------- | -------------------------- | ------------------ |
| 1981/82 | TSV Heiningen 1892     | TSV 1895 Oftersheim  | 1996/97   | TV 08 Willstätt            | TV Kornwestheim    |
| 1982/83 | TSV 1895 Oftersheim    | TSV Scharnhausen     | 1997/98   | Concordia Delitzsch        | TSG Oßweil         |
| 1983/84 | TSV Milbertshofen      | SKV Oberstenfeld     | 1998/99   | TSV Deizisau               | TV Kornwestheim    |
| 1984/85 | VfL Pfullingen         | SKV Oberstenfeld     | 1999/2000 | HSG Kronau/Bad Schönborn   | HSG Konstanz       |
| 1985/86 | SG Köndringen/Teningen | TSV 1846 Nürnberg    | 2000/01   | HSG Konstanz               | TSG Oßweil         |
| 1986/87 | TSV Scharnhausen       | TSV 1896 Rintheim    | 2001/02   | TSG Oßweil                 | VfL Waiblingen     |
| 1987/88 | TSV 1896 Rintheim      | TSV 1846 Nürnberg    | 2002/03   | HBW Balingen-Weilstetten   | SG BBM Bietigheim  |
| 1988/89 | CSG Erlangen           | TV Oppenweiler       | 2003/04   | HG Oftersheim/Schwetzingen | HSC Bad Neustadt   |
| 1989/90 | TSV Rintheim           | TSG Oßweil           | 2004/05   | SG BBM Bietigheim          | TV Kirchzell       |
| 1990/91 | TSG Oßweil             | TSV Baden Östringen  | 2005/06   | TV Bittenfeld              | HSC Bad Neustadt   |
| 1991/92 | TuS Fürstenfeldbruck   | TSV Oftersheim       | 2006/07   | HSC 2000 Coburg            | TV 1893 Neuhausen  |
| 1992/93 | TSB Horkheim           | TV Schwetzingen 1864 | 2007/08   | HC Erlangen                | SG H2Ku Herrenberg |
| 1993/94 | TV Schwetzingen 1864   | TSV Friedberg        | 2008/09   | TV 1893 Neuhausen          | HSC Bad Neustadt   |
| 1994/95 | HSC Bad Neustadt       | TSV Baden Östringen  | 2009/10   | SG H2Ku Herrenberg         | TSB Horkheim       |
| 1995/96 | HG Erlangen            | TV 08 Willstätt      |           |                            |                    |